# 耶穌基督超級巨星
《耶穌基督超級巨星》（Jesus Christ Superstar），是作曲家安德魯·洛伊·韋伯和作詞人蒂姆·賴斯繼《孤海浮燈》（The Like of Us）和《約瑟的神奇彩衣》之後一起合作的第三部音樂劇，也是他們攜手獲得空前成功的第一部音樂劇。
全作品以搖滾音樂劇的方式呈現。本劇从十二門徒中的猶大视角出发，以現代的觀點來增添描寫猶大對耶穌的憂慮以及失望，以音樂及歌曲來刻畫耶穌與猶大間的愛恨情仇。

## 歷史背景
《耶穌基督超級巨星》講述的內容是主耶穌在世上最後七天的事。一般稱為基督受難史，以受難史為內容創作的聲樂作品稱為受難曲。受難曲的演唱在歐洲早已始於文藝復興時期，而巴洛克作曲家約翰·塞巴斯蒂安·巴赫的兩部受難曲《馬太受難曲》和《約翰受難曲》便是其中的佼佼者。在《耶穌基督超級巨星》之前，更有另一部由史蒂芬·施沃茨以相近內容創作的音樂劇《福音》。

## 剧情概要

### 第一幕
十二使徒之一的加略人犹大认为耶稣正渐渐变得无法掌控他的追随者，担忧他们可能被罗马帝国视为威胁而遭到严厉镇压。（《Heaven On Their Minds》）
其他使徒在晚餐时不断向耶稣询问进入耶路撒冷的计划，但耶稣告诉他们不必担心。与此同时，抹大拉的马利亚试图帮助耶稣放松。犹大警告耶稣要远离马利亚，因为这与他的教义不一致，别人也可能抓住这一把柄来对付他。然而耶稣斥责犹大，称除非自己没有罪，否则不应当评判别人。然后耶稣责备使徒，抱怨没有一个人真正关心他。（《What's the Buzz/Strange Thing Mystifying》）
马利亚在给耶稣涂抹圣油的时候安慰他。犹大对此非常生气，认为他们花在圣油上的钱都应该用来帮助穷人。而耶稣认为他们没有能力去终结贫困，应该珍惜当下所拥有的安宁。（《Everything's Alright》）
与此同时，以色列的大祭司该亚法召集了法利赛人和其他祭司。和犹大一样，他们也担心罗马会将耶稣的追随者们视为威胁而严厉镇压他们，这样一来许多无辜的犹太人可能会受牵连。因此，该亚法得出结论，为了更大的利益，耶稣必须被处决。（《This Jesus Must Die》） 当耶稣和他的追随者们兴高采烈地抵达耶路撒冷时，他们遇到了该亚法，后者要求驱散信众；相反，耶稣则向信众们问好。（《Hosanna》） 奋锐党的西门提议耶稣应当带领他的狂热信徒与罗马作战，并夺取权力。（《Simon Zealotes》） 耶稣拒绝了这一点，指责他的追随者都不明白什么是真正的「力量」。（《Poor Jerusalem》）
犹太总督本丢·彼拉多做了一个梦，梦中他遇到了一个加利利人，并因为此人死于暴徒之手而受到指责。（《Pilate's Dream》） 同时，耶稣到达了圣殿，却发现这里已经成为了市场。耶稣感到气愤，并把所有人都赶了出去。这时，一群麻风病人走了出来，请求耶稣医治他们。麻风病人的人数不断增加，把耶稣层层包围。而耶稣最终拒绝了他们。（《The Temple》） 抹大拉的马利亚唱着歌，使惊恐的耶稣入睡。（《Everything's Alright (Reprise)》） 当他睡觉时，马利亚承认自己爱上了耶稣，这让她感到害怕。（《I Don't Know How to Love Him》）
犹大的内心矛盾重重。他找到法利赛人，提议帮助他们逮捕耶稣，因为他相信耶稣已经无法掌控这一切，而且认为耶稣本人也会赞成他的行动。为了换取犹大的帮助，法利赛人给了犹大三十枚银币。犹大坚决拒绝，但随后接受了该亚法用这笔钱去帮助穷人的提议。（《Damned for All Time/Blood Money》）

### 第二幕
耶稣和门徒共进逾越节晚餐。门徒们喝的酩酊大醉，几乎没有关注耶稣的神色。耶稣说，他们喝的酒可能是他的血液，他们吃的面包可能是他的身体。耶稣要求门徒们能够记住他，并预言彼得那天晚上会三次否认他，而门徒中的另一个人会背叛他。犹大马上承认自己就会那个会背叛耶稣的人，并说他不明白耶稣为什么对此毫无计划，最后离开了。（《The Last Supper》）
当耶稣去到客西马尼花园祈祷时，剩下的门徒都已熟睡。他向上帝表达了对使命是否会成功的怀疑，并愤怒地要求知道他为何应该继续等待并遭受他可怕的死亡。耶稣并未得到任何回应，他意识到自己无法违抗上帝的旨意，于是向上帝投降。（《Gethsemane (I Only Want to Say)》） 随后，犹大带着罗马士兵来到了这里，并通过亲吻向士兵们指认了耶稣。在将耶稣带到犹太公会审判前，该亚法和祭司们先把他送到了彼拉多那里。（《The Arrest》） 与此同时，彼得遇到了三个事件的目击者，并向每个人否认了自己认识耶稣。马利亚指出耶稣早已预言了这一点。（《Peter's Denial》）
彼拉多逼问耶稣他是否是犹太人的王，后者回答称「这是你所说的」（That's what you say）。由于耶稣来自加利利，彼拉多说这不属于他的管辖范围，并把他送到了希律王那里。（《Pilate and Christ》） 浮夸的希律王向耶稣施压，要求他行神迹来证明自己的神性，但耶稣不予理睬。随后希律王愤怒地将他送回了彼拉多那里。（《King Herod's Song》） 抹大拉的马利亚、彼得和使徒们回忆起他们第一次追随耶稣的时候，并希望他们能回到那充满希望与安宁的时候。（《Could We Start Again, Please?》）
犹大对耶稣遭遇的残酷对待感到震惊。他向法利赛人表达了后悔，并担心自己将永远被视为叛徒。该亚法和亚那向犹大保证他做了正确的事。犹大把他们给他的三十枚银币扔到地板上，然后怒气冲冲地走了出去。他咒骂上帝操纵他犯下了罪过，然后上吊自杀。（《Judas' Death》）
在耶稣受审时，彼拉多试图审问耶稣，但被一群嗜血的暴徒拦住，他们要求将耶稣钉在十字架上。彼拉多不安地告诉暴徒们耶稣没有犯罪，并不该死，但为了满足暴徒的要求，他将鞭打耶稣。彼拉多恳求耶稣宽恕自己，但后者有气无力地说这一切都是上帝决定的。三十九鞭后，暴徒们仍然要求处死耶稣。最终，彼拉多勉强同意了将耶稣钉在十字架上。（《Trial Before Pilate (including The 39 Lashes)》）
在耶稣等待被钉上十字架之时，犹大的灵魂回来了，他质疑耶稣选择的方式和他降临人世的时间，以及这是否都是上帝的计划。（《Superstar》） 耶稣被钉在了十字架上，呻吟着死去了。（《The Crucifixion》） 最后，人们从十字架上取下了耶稣的尸体，并埋葬了他。（《John 19:41》）

## 本劇特點
當少年蒂姆·賴斯只有15歲，正在一家以信仰為中心的學校求學時，對《聖經》中耶穌的十二使徒之一加略人猶大的故事已十分感興趣。同時也有了將耶穌的生平從加略人猶大的角度寫出來的構思。
1965年，兩位作者安德魯·洛伊·韋伯和蒂姆·賴斯認識了對方。蒂姆·賴斯和深受其教會音樂家父親（威廉·勞埃德·韋伯）影響的安德魯·洛伊·韋伯很快就明白到他們可以共同創作一些以聖經故事為題材的劇目。第一個被考慮的人物是大衛王。但很快韋伯就接受了蒂姆·賴斯的提議，以加略人猶大的角度來描寫耶穌基督最後7天的事跡。

## 創作過程
1969年，兩位作者初步計畫了這部音樂劇。正要向經紀人推薦時，卻吃盡了閉門羹：“聖經故事？別想！”
因此，作者不得不暫時放棄原來舞臺表演的想法，而改在1969年推出該劇的單曲（Superstar）錄音唱片。由於銷路十分理想，作者於次年（1970年）推出了全劇的雙唱片錄音。
終於，在1971年，《耶穌基督超級巨星》第一次登上了百老匯的大舞臺。

## 版本变迁
| 时间    | 形式           | 地点                               | 描述               | 备注 |
| ------- | -------------- | ---------------------------------- | ------------------ | --- |
| 1970    | 概念专辑       | 美国                               | 首次发行           | 1968年作品创作完成后在伦敦无剧院问津，1969年单曲superstar在美国荣登榜首，次年作为概念专辑发行                                           |
| 1971.07 | 演唱会         | Civic Arena                        | 首次官方演唱会     | 此次于美国宾州匹兹堡举行的演唱会吸引了超过13,000名观众                                                                                  |
| 1971.10 | 百老汇音乐剧   | Mark Hellinger Theatre             | 百老汇初版         | 此版从1971.10.12演出至1973.06.30，共计711场次                                                                                           |
| 1972    | 伦敦西区音乐剧 | 皇宫剧院                           | 西区初版           | 此版持续演出了8年，刷新当时英国演出时间最长的音乐剧纪录                                                                                 |
| 1972.02 | 瑞典音乐剧     | 斯堪地那維亞體育館                 | 瑞典初版           | 此版在哥德堡的演出仅持续5天，但吸引了74,000名观众，创造当时纪录，该版此后发行了卡司专辑                                                 |
| 1972.03 | 澳大利亚音乐剧 | Memorial Drive Park                | 澳大利亚初版       | 此版从1972.03.16演出至1974.02，最早仅作为清唱剧演出，并在1972.05升级为完整版本并先后登上悉尼Capitol Theatre剧院和墨尔本皇宫剧院剧院     |
| 1972.06 | 塞尔维亚音乐剧 | Atelje 212 Theatre                 | 塞尔维亚初版       | 此版由塞尔维亚广播电视台直接放映 |
| 1973    | 法国音乐剧     | Théâtre de Chaillot                | 法国初版           | 此版因评价不佳仅演出30场次 |
| 1973    | 爱尔兰音乐剧   | Gaiety Theatre                     | 爱尔兰初版         | |
| 1973    | 电影           | 美国                               | 第一版电影版       | 拍摄于以色列的73电影版取得了当年票房第八的佳绩                                                                                          |
| 1976    | 美国音乐剧     | 美国                               | 首次美国巡演       | 本次巡演从1976年巡演至1980年，其中1977年登上百老汇并成为万世巨星第一次百老汇复排版                                                      |
| 1977.11 | 百老汇音乐剧   | Longacre Theatre                   | 百老汇第一次复排版 | 此版从1977.11.23演出至1978.2.12，共计96场次                                                                                             |
| 1981    | 委内瑞拉音乐剧 | 委内瑞拉                           | 委内瑞拉初版       | 此版启用了163名演员，剧语言为英语 |
| 1982    | 澳大利亚音乐剧 | 澳大利亚                           | 澳大利亚巡演版     | 此版从1982年演出至1984年，巡演地区包括澳大利亚和东南亚                                                                                  |
| 1992    | 美国音乐剧     | 北美                               | 北美巡演版         | 此版犹大耶稣与73电影版同卡，原计划巡演三四个月，但因广受好评延长至5年                                                                   |
| 1994    | 新西兰音乐剧   | 新西兰                             | 新西兰初版         | |
| 1996    | 伦敦西区音乐剧 | Lyceun Theatre                     | 西区第一次复排版   | 此版获奥利弗奖最佳复排音乐剧提名，并在西区演出结束后开始了英国巡演，有发行CD碟                                                          |
| 2000    | 电影           | 英国美国                           | 第二版电影版       | 此电影版于00年10月在英国以录像带形式、01年3月在美国以VHS和DVD形式发行，于2011年4月登上PBS电视电影Great Performances系列，并获国际艾美奖 |
| 2000    | 百老汇音乐剧   | Ford Center fo the Performing Arts | 百老汇第二次复排版 | 此版从2000.04.05演出至2000.09.03，启用演员161名，获托尼奖最佳复排音乐剧提名                                                             |
| 2002    | 美国音乐剧     | 美国                               | 第二次美国巡演版   | 此版基于2000百老汇版编排，从2002年演出至2004年饰演犹大的演员去世后停止                                                                  |
| 2004    | 英国音乐剧     | 英国                               | 英国巡演版         | 此版巡演为期一年，其中耶稣饰演者与2000电影版和百老汇版同卡                                                                              |
| 2004    | 智利音乐剧     | 圣地亚哥                           | 智利初版           | 此版为重金属编曲 |
| 2005    | 北欧音乐剧     | 北欧                               | 北欧巡演版         | 此版主要卡司分别来自英美法澳，其中希律王饰演者为2000电影版犹大饰演者                                                                    |
| 2006    | 美国音乐剧     | 美国                               | 第三次美国巡演版   | 此版巡演期为五年 |
| 2011    | 加拿大音乐剧   | 北美                               | 北美巡演版         | 此版最初在加拿大安大略省演出，随后移至美国加州圣迭戈，并在次年登上百老汇                                                                |
| 2012    | 百老汇音乐剧   | Neil Simon Theatre                 | 百老汇第三次复排版 | 此版演出共计116场次，获托尼奖最佳复排音乐剧和最佳导演两项提名                                                                           |
| 2012.09 | 英国音乐剧     | The O2 Arena                       | 竞技场巡演版       | 此版在英国从2012.09演出至2013.03，并于2013.05开始在澳洲巡演，有发行DVD碟                                                                |
| 2016    | 英国音乐剧     | Regent's Park Open Air Theatre     | 摄政公园版         | 此版为庆祝JCS登台45周年而排，获奥利弗最佳复排音乐剧奖，在2017.09.23结束伦敦演出后，于次年四五月份在芝加哥演出                           |
| 2018    | 电视直播       | 美国                               | 电视版             | 此版于2018年4月1日复活节在NBC直播，此后有发行DVD和CD碟                                                                                  |

## 主要角色
| 角色           | 音域               | 概述                                                    |
| -------------- | ------------------ | ------------------------------------------------------- |
| 耶稣           | 男高音 (A2–G5)     | 主角, 十二使徒的领导者, 被称为 "神子" 和 "犹太王"       |
| 犹大           | 男高音 (D3–D5)     | 耶稣的十二使徒之一;忧虑于耶稣的名声大噪可能带来悲剧后果 |
| 抹大拉的玛利亚 | 女中音 (F3–E♭5))   | 发现自己爱上了耶稣的女追随者                            |
| 彼拉多         | 男高音 (A2–B4)     | 梦见自己涉入耶稣受难的罗马行政官                        |
| 该亚法         | 男低音 (C♯2–F4)    | 主要反派之一，认为耶稣将给国家带来威胁的大祭司          |
| 亚那           | 假声男高音 (G2–D5) | 主要反派之一，劝说该亚法将耶稣视作威胁的高阶祭司        |
| 彼得           | 男中音 (A2–G4)     | 耶稣的十二使徒之一，在耶稣被捕后为保全自己三不认主      |
| 奋锐党西门     | 男高音 (G3–B4)     | 耶稣的十二使徒之一，力劝耶稣带领追随者们与罗马对抗      |
| 希律王         | 男中音 (C♯3–G4)    | 加利利国王，耶稣曾被交由其审判                          |

## 重要版本及主要演员
| 年份 | 版本           | 导演           | 耶稣          | 犹大                 | 抹大拉的玛丽    | 彼拉多           | 该亚法             | 亚那             | 奋锐党西门        | 使徒彼得        | 希律王       |
| ---- | -------------- | -------------- | ------------- | -------------------- | --------------- | ---------------- | ------------------ | ---------------- | ----------------- | --------------- | ------------ |
| 1970 | 原版概念碟     | ——             | Ian Gillan    | Murray Head          | Yvonne Elliman  | Barry Dennen     | Victor Brox        | Brian Keith      | John Gustafson    | Paul Davis      | Mike d'Abo   |
| 1971 | 百老汇初版     | Tom O'Horgan   | Jeff Fenholt  | Ben Vereen           | Yvonne Elliman  | Barry Dennen     | Bob Bingham        | Kurt Yaghjian    | Dennis Buckley    | Michael Jason   | Paul Ainsley |
| 1973 | 电影版         | Norman Jewison | Ted Neeley    | Carl Anderson        | Yvonne Elliman  | Barry Dennen     | Bob Bingham        | Kurt Yaghjian    | Larry Marshall    | Philip Toubus   | Josh Mostel  |
| 1996 | 西区一次复排   | Gale Edwards   | Steve Balsamo | Zubin Varla          | Joanna Ampil    | David Burt       | Peter Gallagher    | Martin Callaghan | Glenn Carter      | Jonathan Hart   | Nick Holder  |
| 2000 | 电影版         | Gale Edwards   | Glenn Carter  | Jérôme Pradon        | Reneé Castle    | Fred Johanson    | Frederick B. Owens | Michael Shaeffer | Tony Vincent      | Cavin Cornwall  | Rik Mayall   |
| 2000 | 百老汇一次复排 | Gale Edwards   | Glenn Carter  | Tony Vincent         | Maya Days       | Kevin Gray       | Frederick B. Owens | Ray Walker       | Michael K. Lee    | Rodney Hicks    | Paul Kandel  |
| 2012 | 百老汇二次复排 | Des McAuff     | Paul Nolan    | Josh Young           | Chilina Kennedy | Marcus Nance     | Tom Hewitt         | Aaron Walpole    | Lee Siegel        | Mike Nadajewski | Bruce Dow    |
| 2012 | 竞技场巡演     |                | Ben Forster   | Tim Minchin          | Melanie C       | Alexander Hanson | Pete Gallagher     | Gerard Bentall   | Michael Pickering | Giovanni Spano  | Chris Moyles |
| 2018 | NBC复活节直播  |                | John Legend   | Brandon Victor Dixon | Sara Bareilles  | Ben Daniels      | Norm Lewis         | Jin Ha           | Erik Grönwall     | Jason Tam       | Alice Cooper |

## 乐团
2 长笛, 1 单簧管, 2 低音管, 2 萨克斯管 (含1高音), 6 圆号, 4 小号, 2 长号, 1 架子鼓, 1 打击乐器组, 6 吉他 (1 木吉他, 2 电吉他, 3 贝司), 5 钢琴, 1 电子琴, 3 风琴, 1 弦乐组, 1 合唱团, 1 童声合唱团

## 曲目
| 第一幕 - 序曲（Overture） — — 樂團 - 他們想像的天堂（Heaven on Their Minds） — — 猶大 - 什么声音/ 咄咄怪事（What's the Buzz/Strange Thing, Mystifying） — — 耶穌、猶大、使徒 - 一切都安好（Everything's Alright） — — 瑪利亞、猶大、耶穌、女门徒、使徒 - 耶稣必须死（This Jesus Must Die） — — 亞那、該亞法、祭司 - 和撒那 (Hosanna) — — 耶穌、该亚法、人群 - 奮銳黨人西门/ 可憐的耶路撒冷（Simon Zealotes/Poor Jerusalem） — — 西门、耶穌、人群 - 彼拉多之夢（Pilate's Dream） — — 彼拉多 - 神廟（The Temple） — — 耶穌、人群 - 一切都安好（重奏）（Everything's Alright (Reprise)）— — 瑪利亞、耶穌 - 我不知该如何爱他（I Don't Know How to Love Him） — — 瑪利亞 - 遗臭万年/血錢（Damned for All Time/Blood Money） — — 猶大、該亞法、亞那、人群 | 第二幕 - 最後晚餐（The Last Supper） — — 耶穌、猶大、使徒 - 客西馬尼（Gethsemane） — — 耶穌 - 逮捕（The Arrest） — — 猶大、耶穌、彼得、使徒、亞那、士兵 - 彼得的否認（Peter's Denial） — — 彼得、玛利亚、士兵、女仆、老人 - 彼拉多与基督（Pilate and Christ） — — 彼拉多、耶穌、士兵、人群 - 希律王之歌（King Herod's Song） — — 希律王、耶稣、廷臣 - 一切能夠重來吗（Could We Start Again Please?） — — 玛利亚、彼得、使徒 - 猶大之死（Judas's Death） — — 猶大、亞那、該亞法、人群 - 彼拉多的審判（含三十九鞭）（Trial Before Pilate） — — 彼拉多、耶穌、亞那、该亚法、士兵、人群 - 万世巨星（Superstar） — — 猶大、人群 - 受難（The Crucifixion） — — 耶穌、人群 - 終曲（John Nineteen: Forty-One） — — 樂團 |

## 获奖与提名

### 剧院版本
| 年份 | 版本               | 奖名                            | 奖项                                    | 提名 | 结果 |
| ---- | ------------------ | ------------------------------- | --------------------------------------- | --- | ---- |
| 1972 | 百老汇初版         | 托尼奖                          | 最佳音乐剧                              | | 提名 |
| 1972 | 百老汇初版         | 托尼奖                          | 最佳音乐剧男主角                        | Ben Vereen | 提名 |
| 1972 | 百老汇初版         | 托尼奖                          | 最佳音乐剧场景设计                      | Robin Wagner | 提名 |
| 1972 | 百老汇初版         | 托尼奖                          | 最佳音乐剧服装设计                      | Randy Barceló | 提名 |
| 1972 | 百老汇初版         | 托尼奖                          | 最佳音乐剧灯光设计                      | Jules Fisher | 提名 |
| 1972 | 百老汇初版         | 纽约戏剧委员会奖                | Most Promising Composer                 | Andrew Lloyd Webber                                                                                              | 獲獎 |
| 1972 | 百老汇初版         | Theatre World Award             | Theatre World Award                     | Ben Vereen | 獲獎 |
| 1997 | 伦敦西区第一次复排 | 劳伦斯·奥利弗奖                 | 最佳复排音乐剧                          | | 提名 |
| 2000 | 百老汇第二次复排   | 托尼奖                          | 最佳复排音乐剧                          | | 提名 |
| 2000 | 百老汇第二次复排   | 外圈剧评人奖                    | OUTSTANDING FEATURED ACTOR IN A MUSICAL | Tony Vincent | 提名 |
| 2000 | 百老汇第二次复排   | 外圈剧评人奖                    | OUTSTANDING REVIVAL OF A MUSICAL        | | 提名 |
| 2012 | 百老汇第三次复排   | 托尼奖                          | 最佳复排音乐剧                          | 最佳复排音乐剧                                                                                                   | 提名 |
| 2012 | 百老汇第三次复排   | 托尼奖                          | 最佳音乐剧男主角                        | Josh Young | 提名 |
| 2012 | 百老汇第三次复排   | 纽约戏剧委员会奖                | Outstanding Revival of a Musical        | Outstanding Revival of a Musical                                                                                 | 提名 |
| 2012 | 百老汇第三次复排   | 纽约戏剧委员会奖                | Outstanding Sound Design                | Steve Canyon Kennedy                                                                                             | 提名 |
| 2012 | 百老汇第三次复排   | Theatre World Award             | Theatre World Award                     | Josh Young | 獲獎 |
| 2016 | 摄政公园露天剧场   | Evening Standard Theatre Awards | Best Musical                            | Best Musical | 獲獎 |
| 2016 | 摄政公园露天剧场   | Evening Standard Theatre Awards | Emerging Talent                         | Tyrone Huntley                                                                                                   | 獲獎 |
| 2017 | 摄政公园露天剧场   | Whatsonstage Awards             | Best Musical Revival                    | Best Musical Revival                                                                                             | 提名 |
| 2017 | 摄政公园露天剧场   | Whatsonstage Awards             | Best Supporting Actor in a Musical      | Tyrone Huntley                                                                                                   | 提名 |
| 2017 | 摄政公园露天剧场   | Whatsonstage Awards             | Best Choreography                       | Drew McOnie | 提名 |
| 2017 | 摄政公园露天剧场   | 劳伦斯·奥利弗奖                 | 最佳复排音乐剧                          | 最佳复排音乐剧                                                                                                   | 獲獎 |
| 2017 | 摄政公园露天剧场   | 劳伦斯·奥利弗奖                 | 最佳音乐剧男主角                        | Tyrone Huntley                                                                                                   | 提名 |
| 2017 | 摄政公园露天剧场   | 劳伦斯·奥利弗奖                 | 最佳戏剧编排                            | Drew McOnie | 提名 |
| 2017 | 摄政公园露天剧场   | 劳伦斯·奥利弗奖                 | 最佳灯光设计                            | Lee Curran | 提名 |
| 2017 | 摄政公园露天剧场   | 劳伦斯·奥利弗奖                 | 最佳音效设计                            | Nick Lidster for Autograph                                                                                       | 提名 |
| 2017 | 摄政公园露天剧场   | 劳伦斯·奥利弗奖                 | 卓越音乐成就奖                          | The band and company for creating the gig-like rock vibe of the original concept album of Jesus Christ Superstar | 提名 |

## 扩展阅读
- Robert M. Price. Jesus Christ Superstar: The Making of a Modern Gospel （页面存档备份，存于）. eBookIt. 2011.
- Ellis Nassour, Richard Broderick. Rock Opera: The Creation of Jesus Christ Superstar, from Record Album to Broadway Show and Motion Picture （页面存档备份，存于）. Hawthorn Books, 1973.